# Jean Gerson

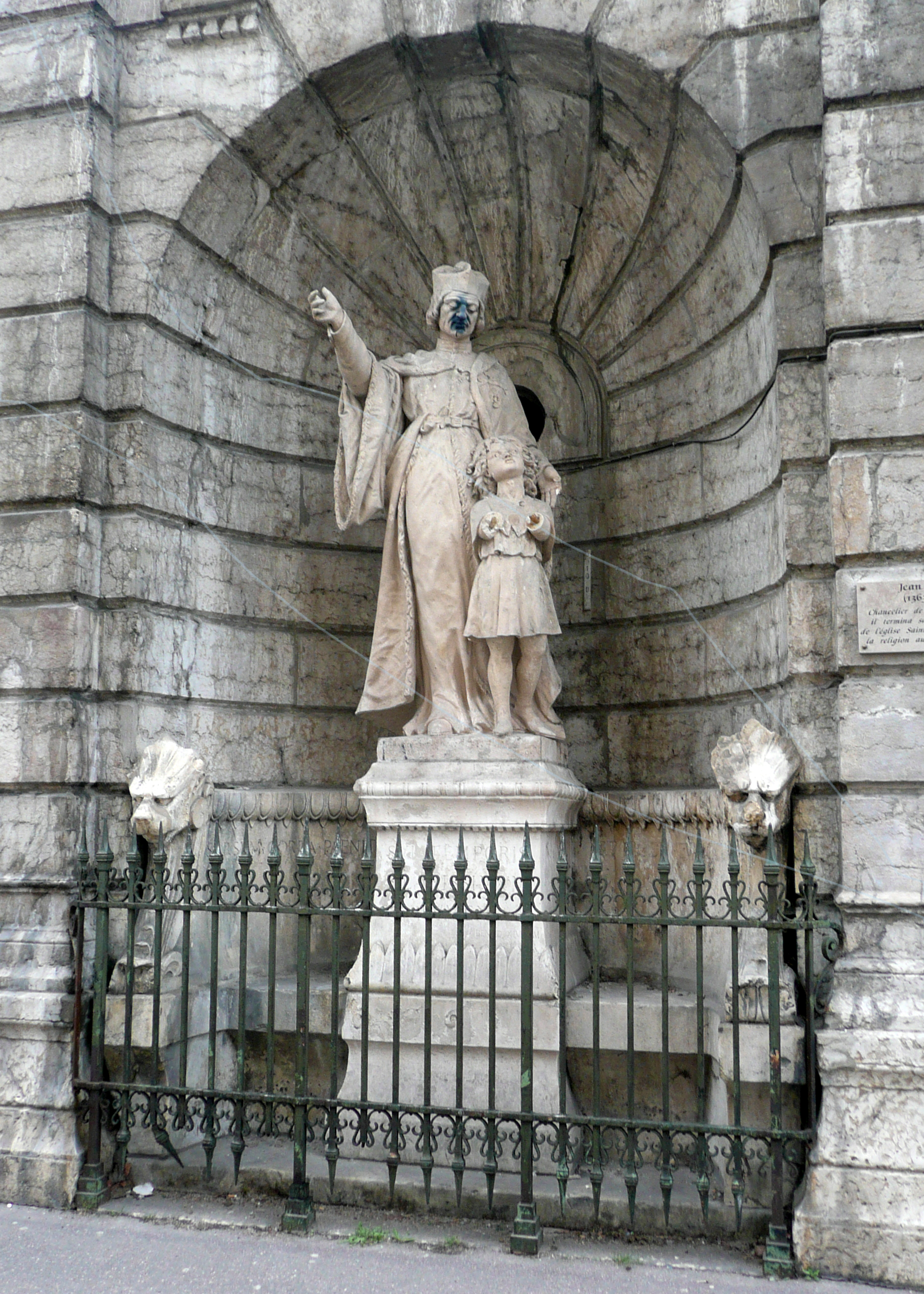
Statuia lui Jean Gerson din Lyon

Joannis Gersonii Opera Omnia (1706)

Jean Charlier de Gerson (n. 13 decembrie 1363, Gerson⁠(d), Champagne-Ardenne, Franța – d. 12 iulie 1429, Lyon, Regatul Franței) a fost un savant francez, pedagog, reformator, și poet, cancelar al Universității din Paris, o lumină de ghidare a conciliarismului și unul dintre teologii cei mai proeminenți ai Conciliului de la Konstanz. El a fost unul dintre primii gânditori care au dezvoltat ceea ce urma să se numească mai târziu teoria drepturilor naturale și a fost, de asemenea, unul dintre primii indivizi care au apărat-o pe Ioana d'Arc, Gerson a proclamat vocația supranaturală a Ioanei d'Arc ca fiind autentică.
La paisprezece ani, el a părăsit Gerson-lès-Barby ca să studieze la Colegiul Navarra din Paris sub egida lui Gilles Deschamps (Aegidius Campensis) și a lui Pierre d'Ailly (Petrus de Alliaco), ultimul a devenit prietenul lui de-a lungul vieții.

## Lucrări scrise

### Ediții
- Ioannis Gersonii, Opera omnia, éd. L. E. du Pin, Anvers, 4 vol., 1706
- Œuvres complètes, éd. Format:Mgr, Paris et Tournai, Desclée, 1960-1973, 10 vol. en 11 t. t. I : introduction générale. t. II : L'Œuvre épistolaire. t. III : L'Œuvre magistrale. t. IV : L'Œuvre poétique. t. V : L'Œuvre oratoire. t. VI : L'Œuvre ecclésiologique. t. VII : L'Œuvre française, Sermons et discours.

### Lucrări
- Cinquante-Cinq Sermons et Discours în franceză (1389 - 1413) ;
- Seize Sermons prêchés devant la cour (1389-1397) ;
- La Montagne de contemplation (1397) ;
- De restitutione obedientiae (1400) ;
- De duplici logica (Les deux logiques, 1401) ;
- Trente Sermons prêchés en paroisse (1401-1404) ;
- Contra vanam curiositatem in negotio fidei (Deux leçons contre la vaine curiosité en matière de foi, 1402) ;
- De mystica theologia tractatus primus speculativus. Sur la théologie mystique (scrisă în 1408, cu fragmente datând din 1402-1403, publicată în 1422/23) ; trad. Marc Vial, Vrin, 2005, 235 p.
- Neuf Discours ou Sermons de doctrine (1404-1413) ;
- Vivax Rex, Veniat Pax (avant 1413) ;
- Consolatio theologiae (1414-1419) ;
- De auferibilitate papae ab Ecclesia (1417) ;
- De concordia metaphysica cum logica (1426) ;
- Traités : la Mendicité spirituelle, le Triparti, le Dialogue spirituel, la médecine de l'âme, l'Examen de conscience et la confession, l'Art de bien vivre et de bien mourir, l'A.B.C. des gens simples, parlement secret de l'homme contemplatif à son âme, Vision (posthumes, 1492). Opus tripertitum ("Le livre des Dix commandemens de Nostre Seigneur ou Le mirouer de l'ame", la "Briefve maniere de confession pour jones gens" ou "L'examen de conscience", et "La science de bien morir" ou "Sermon de la consideracion de nostre fin"), texte latin et version fr., édi. Gilbert Ouy, Champion, 1998, LXXXVI-202 p.
- L'Instruction des curés composée par Maistre Jean Gerson, chancellier de Paris, nécessaire à tous curez, vicaires, maistres d'Escoles, mesme aux pères de famille pour instruire leurs enfans en l'amour et craincte de Dieu. Avec le Guide des curez contenant le formulaire de divers prosnes et exhortations, qui se doivent faire par les Curez et Vicaires, en administrant les Saincts Sacrements, Bordeaux: Simon Millanges, 1584.

## Vezi și
- Ieronim din Praga
- Conciliul de la Konstanz